# Ерыкла (Самарская область)
Е́рыкла (чув. Ҫирӗклӗ) — деревня в Клявлинском районе Самарской области в составе сельского поселения Чёрный Ключ.

## География
Находится на расстоянии примерно 14 километров по прямой на север от районного центра железнодорожной станции Клявлино.

## История
Деревня была основана в конце XVIII века. Первоначальное название Новая Урдала. 

## Население
Постоянное население составляло 180 человек (чуваши 90%) в 2002 году, 130 в 2010 году.